# Pedro Segura y Sáenz
Pedro Segura y Sáenz (Burgos, 4 de dezembro de 1880 — Madrid, 8 de abril de 1957), foi um cardeal espanhol da Igreja Católica Romana que serviu como arcebispo de Toledo de 1927 a 1931 e arcebispo de Sevilha de 1937 a 1954. Segura foi elevado ao cardinalato em 1927.

## Biografia
Nascido em Carazo em 1880, Pedro Segura y Sáenz frequentou o seminário em Burgos e a Pontifícia Universidade de Comillas antes de ser ordenado ao sacerdócio em 9 de junho de 1906. Ele então fez trabalho pastoral em Burgos, em cujo seminário ele também lecionou. Em 1912, Segura foi nomeado professor na Pontifícia Universidade de Valladolid, da qual ele também foi Prefeito de Estudos, e um cônego da catedral. Ele também serviu na cúria arquidiocesana, inclusive ocupando o cargo de Diretor de Obras.
Em 14 de março de 1916, Segura foi nomeado Bispo-auxiliar de Valladolid e Bispo Titular de Apollonia. Recebeu a consagração episcopal no dia 13 de junho seguinte do cardeal José Cos y Macho, tendo como co-consagradores os bispos Vicente Sánchez de Castro e Julián de Diego y García Alcolea. Tornou-se Bispo de Coria em 10 de julho de 1920. Depois de ser promovido a Arcebispo de Burgos em 20 de dezembro de 1926, Segura foi nomeado Arcebispo de Toledo pelo Papa Pio XI em 19 de dezembro de 1927. Em virtude de sua posição como Arcebispo de Toledo, foi também Primaz da Espanha.
Segura foi criado Cardeal-presbítero de Santa Maria em Trastevere pelo Papa Pio no consistório de 19 de dezembro do mesmo ano. Como não pôde comparecer à cerimônia real, ele mais tarde recebeu seu barrete vermelho pessoalmente de Pio em 28 de outubro de 1929. Em julho de 1931, o Primaz foi enviado para o exílio na França pelo governo republicano que ele havia denunciado publicamente enquanto exaltava a monarquia. Ele renunciou ao cargo de arcebispo de Toledo no dia 26 de setembro seguinte e foi feito Arcebispo de Sevilha em 14 de setembro de 1937 com a morte do Cardeal Eustaquio Ilundain y Esteban. O Cardeal foi um dos eleitores que participaram do conclave papal de 1939, que selecionou o Papa Pio XII.
Conservador convicto, Segura defendeu os ensinamentos da Igreja no Sílabo de Erros de dezembro de 1864 do Papa Pio IX, condenando a separação entre Igreja e Estado, opondo-se especialmente à tolerância aos protestantes, e condenou a crença de que "todas as religiões são igualmente aceitáveis na presença de Deus ". Ele também descreveu a Inquisição como "meritória" e proibiu os católicos sevilhanos de assistir a filmes e bailes. Ele também se opôs a dar o voto às 5.000.000 de mulheres na Espanha com mais de 21 anos.
No final de sua administração, uma série de panfletos foram distribuídos, os quais foram vistos como um ataque aos inimigos de Segura, que foram considerados como incluindo o Papa e o núncio espanhol. Segura foi considerado a fonte dos panfletos. A Santa Sé aplaudiu a condenação desses panfletos pelo Capítulo da Catedral de Sevilha. A nomeação de José María Bueno y Monreal como arcebispo coadjutor pelo Vaticano foi vista como uma resposta à publicação dos panfletos. Em novembro de 1954, Segura foi chamado de volta de seu cargo pelo Vaticano, mas se recusou a deixar o Palácio Arquiepiscopal e teve que ser removido pela polícia.
O autor Laurie Lee, na página 40 de seu livro Uma Rosa para o Inverno, descreve uma missa à qual compareceu em 1949 na Catedral de Sevilha, presidida pelo Arcebispo.
Segura morreu de uma doença renal em Madrid, aos 76 anos. Ele está enterrado em Cerro del Sagrado Corazón.